# 阿古斯丁·萨拉戈萨
阿古斯丁·萨拉戈萨（西班牙語：Agustín Zaragoza，1941年8月18日—），墨西哥男子拳击运动员。他曾代表墨西哥参加1968年夏季奥林匹克运动会拳击比赛，获得男子75公斤级铜牌。